# Lepidodermella forficulata
Lepidodermella forficulata är en djurart som tillhör fylumet bukhårsdjur, och som beskrevs av Schwank 1989. Lepidodermella forficulata ingår i släktet Lepidodermella och familjen Chaetonotidae. Inga underarter finns listade i Catalogue of Life.